# David Vržogić
David Vržogić (Wuppertal, 1989. augusztus 10. –) szerb származású német labdarúgó, a Dynamo Dresden hátvédje.